# 国鉄トラ35000形貨車
国鉄トラ35000形貨車（こくてつトラ35000がたかしゃ）は、かつて日本国有鉄道（国鉄）に在籍した無蓋貨車である。

## 概要
1956年（昭和31年）度から1959年（昭和34年）度にかけて製造された17/15トン積み二軸無蓋車で、計2,658両（トラ35000 - トラ37657）が製造された。製作数は、1956年度915両（トラ35000 - トラ35914）、1957年度1,595両（トラ35915 - トラ37509）、1959年度158両（トラ37510 - トラ37657）である。同時期に本形式と並行して、「長トラ」系のトラ30000形および有蓋車代用として使用可能なトラ25000形が製造されている。
系譜的には、長さを減じて容積を増し、砕石や石炭等、ばら積み貨物の場合の増積を可能とした「コトラ」の一党で、「コトラ」を称した最初の形式である。
台枠の側梁は、従来からの様式を踏襲した車体のやや内側に側梁を設け、そこにばね吊り受けを取り付けた様式で、台枠の基本設計は本形式の小形版であるトム60000形と共通である。車体は、妻板、あおり戸、床面まで木製となっており、妻板の高さは1,265 mm、あおり戸の高さは965 mmである。主要諸元は、全長8,100 mm、車体長7,300 mm、全幅2,740 mm、床面積18.0 m2、容積41.4 m3、自重8.9 tである。走り装置は二段リンク式で、最高運転速度は75 km/hに対応する。軸距は4,300 mmで、前級のトラ20000形より200 mm拡大された。
無蓋車の主力車種として日本全国で運用されたが、1966年（昭和41年）から1971年（昭和46年）にかけて、木材チップ用物資別適合貨車トラ90000形の種車として、全体の84%にあたる2,239両が改造され、大きく数を減らした。中には、トラ90000形の不足を補うため、形式変更を行わないまま金網の柵を取り付けた（仮設した）車両（トラ35216, トラ36162等）も存在した。
その後は、国鉄工場の配給車代用として使用されるものが多くなっている。中でも小倉工場のトラ36836は、高さを詰めたあおり戸や鋼板に交換された妻板に取り付けられた資材箱など、異端車としてファンの間で知られていた。
本形式は、1973年（昭和48年）度からは本格的な廃車が始まり、1985年（昭和60年）度で形式消滅となった。

## 形式間改造

### トラ90000形
トラ90000形は、木材チップ輸送用物資別適合貨車で、1966年（昭和41年）から2,239両が本形式から改造された（トラ90300 - トラ92536, トラ99000, トラ99001）。見かけ比重の小さい木材チップを輸送するため、あおり戸の上部に金網の柵を継ぎ足し、積載容量を増している。1987年（昭和62年）4月の国鉄分割民営化に際しては、日本貨物鉄道（JR貨物）に213両のほか、トロッコ列車用として10両が東日本旅客鉄道（JR東日本）、3両が東海旅客鉄道（JR東海）に引き継がれたが、2002年（平成14年）までに全廃となった。

### トラ90形
トラ90形は、1969年（昭和44年）にトラ36388から1両（トラ90。番号としては2代目）が松任工場にて改造製作された、有蓋車兼用無蓋車である。あおり戸と妻板を鋼製とし、その上縁部をガイドとしてスライドする蛇腹式の幌を設けたものである。塗色は青15号（インクブルー）。改造当初は原番号のままだったが後に変更された。
実用化はされず、晩年は金沢鉄道管理局管内で運用されたが1974年（昭和49年）に廃車となった。

## 同形車

### 三岐鉄道トラ500形
トラ500形は、三岐鉄道が製造した国鉄トラ35000形の同形車である。1960年（昭和35年）11月に日本車輌製造および東洋電機製造・東洋工機で10両（トラ501 - トラ510）、1961年（昭和36年）8月に東洋電機製造・東洋工機で10両（トラ511 - トラ520）が製造された。三岐鉄道としては初の17トン積み無蓋車で、国鉄車と同様、「コトラ」を標記している。当時行われていた黒部ダム（黒部川第四発電所）建設工事用のセメント輸送のために製造されたもので、セメントばら積み時の飛散防止用シートをかけるため、鋼製の枠が妻板につけられているのが特徴である。1961年11月に大矢知駅で発生した事故で1両（トラ518）が廃車となり、残りも黒四輸送終了後の1971年（昭和46年）3月に廃車解体となった。